# Фаррукан Малий
Фаррукан Малий (перс. فرخان کوچک) — правитель Табаристану з династії Дабуїдів. Був братом Дадбурзміра та регентом при малолітньому сині останнього, Хуршиді.